# San Bellino
San Bellino es una localidad y comune italiana de la provincia de Rovigo, región de Véneto, con 1.205 habitantes.

## Evolución demográfica
| Gráfica de evolución demográfica de San Bellino entre 1861 y 2001 |
|                                                                   |
| Fuente ISTAT - elaboración gráfica de Wikipedia                   |